# Burg Wartenstein

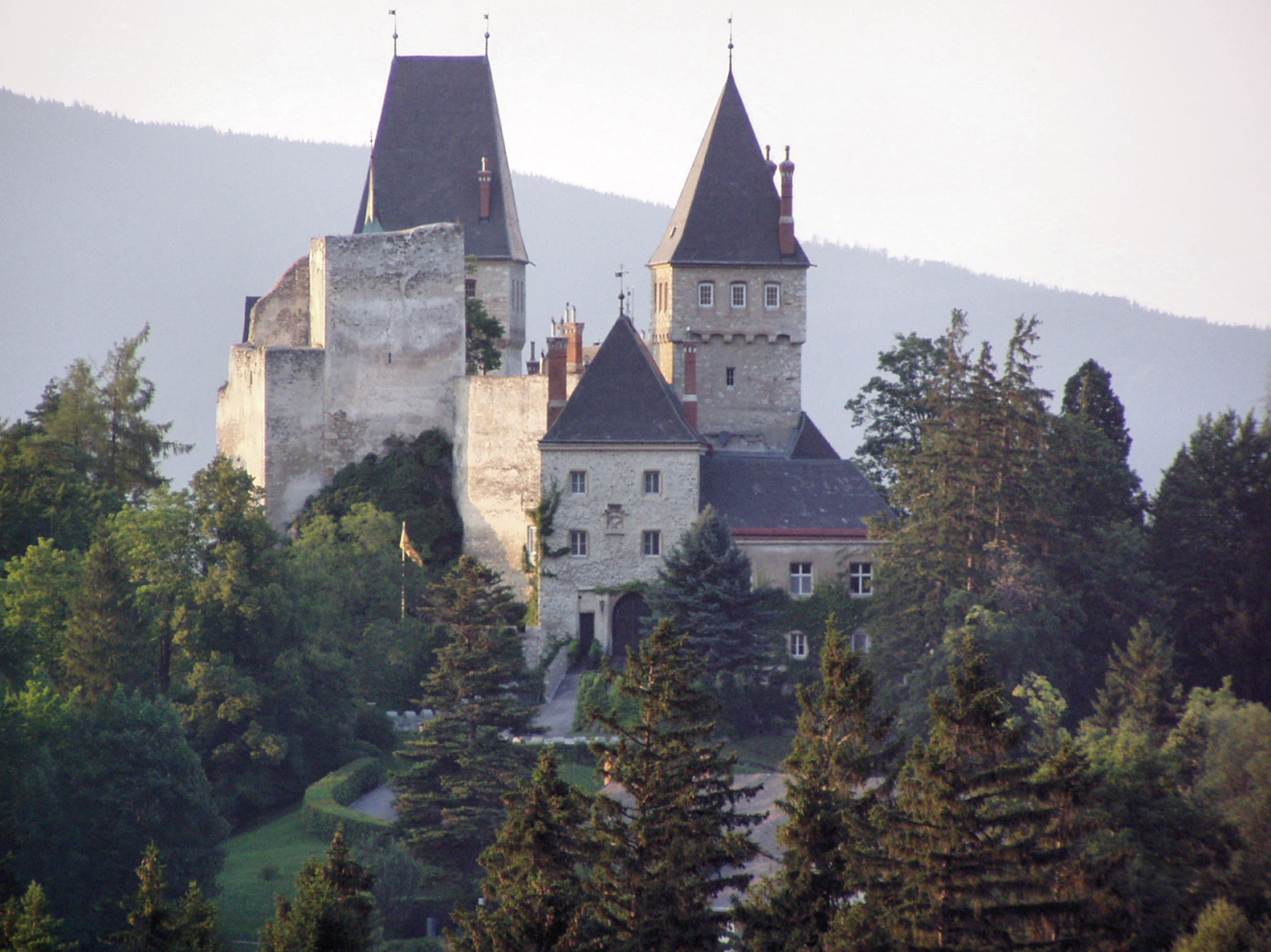
Burg Wartenstein von Süden aus gesehen

Die Burg Wartenstein ist eine gut erhaltene Burganlage in der gleichnamigen Katastralgemeinde Wartenstein in der Gemeinde Raach am Hochgebirge bei Gloggnitz im Bezirk Neunkirchen im südlichen Niederösterreich. Die Höhenburg thront weit sichtbar über dem Schwarzatal auf einer dem Großen Otter vorgelagerten Anhöhe (765 m) zwischen Grasberg und Raachberg, direkt an der Landesstraße 134. Die Burg steht unter Denkmalschutz (Listeneintrag).

## Geschichte
Der ursprüngliche Bau stammt aus dem 12. Jahrhundert und umfasste lediglich Bergfried, Palas, Kapelle und einen kleinen Hof. In der Mitte des 13. Jahrhunderts fand eine erste Erweiterung der Anlage statt. Die ersten Herren auf der Burg waren Hermannus de Wartenstein, der um 1190 erstmals urkundlich erwähnt wird, und der Ministeriale Chunradus de Wartenstaine, der in einer Urkunde des Jahres 1220 Erwähnung findet. 1287 erwarb Heinrich von Stubenberg die Burg. Ihm folgte als Besitzer Erchengerus de Wartenstein.
Im 14. Jahrhundert kam die Burg an den Landesfürsten und wurde in der Folgezeit bis ins 15. Jahrhundert öfter verpfändet, zum Beispiel von Leopold III. an die Grafen von Cilli. Um 1470 übergab Kaiser Friedrich III. die Anlage an den St.-Georgs-Ritterorden. Nachdem der Ungarnkönig Matthias Corvinus die Burg 1487 kampflos übernommen hatte, fiel sie nach seinem Tod 1490 wieder an die Habsburger zurück.
1529 wurde Burg Wartenstein im Zuge der Ersten Wiener Türkenbelagerung zerstört. Die gesamte Herrschaft Wartenstein kam per Kauf im Jahr 1609 an Georg Bernhard von Urschenbeck, der bereits seit 1547 Pächter der Burganlage war. Nachfolgend fanden in den 1640er Jahren wesentliche Umbauten unter dem neuen Besitzer Georg Andreas von Petschowitz (auch Petschowitsch) statt.
1720 erwarben die neapolitanischen Grafen Stella die Anlage, gefolgt von der Familie Caracciolo. Diese wohnten aber nicht hier, außerdem wurde die Burg 1809 durch die Franzosen verwüstet, so dass Wartenstein bereits ziemlich verfallen war, als es 1870 vom Haus Liechtenstein gekauft wurde. Franziska, Fürstin von und zu Liechtenstein, veranlasste eine Sanierung der Anlage im Sinne der Romantik. Die Umbauten wurden von Ignaz Bankó geleitet, Hausarchitekt von Fürst Johann II. von Liechtenstein.
Im April 1945 schob sich die russisch-deutsche Front an die Burg heran; durch Kampfhandlungen wurde sie stark beschädigt. 1957 kaufte sie der schwedische Industrielle Axel Leonard Wenner-Gren von den Liechtensteinern und widmete sie seiner Wenner-Gren Foundation for Anthropological Research of New York, wofür sie abermals restauriert und modernisiert wurde. Anschließend befand sich Burg Wartenstein im Besitz des Amerikaners Raymond A. Rich von dessen Erben sie 2019 verkauft wurde.

## Anlage
Der langgestreckte Burghof, der durch ein Rundtor in einem Torturm betreten wird, wird von einem Ost-Trakt begrenzt, der an beiden Enden einen Turm aufweist; der nördliche ist als starker Wachturm angelegt. Außerdem sind ein viereckiger, romanischer Bergfried, eine gotische Kapelle, der Palas und die Bastionsanlagen noch gut erhalten.

## Diverses
Die Burg Wartenstein soll der Sage nach durch einen unterirdischen Gang, womöglich einem Fluchtweg, mit dem ehemaligen Benediktinerkloster Gloggnitz – heute Schloss Gloggnitz – verbunden gewesen sein. Dort wurden unterirdische Gänge entdeckt, die aber mittlerweile eingestürzt sind.